# Słowniki spolszczające

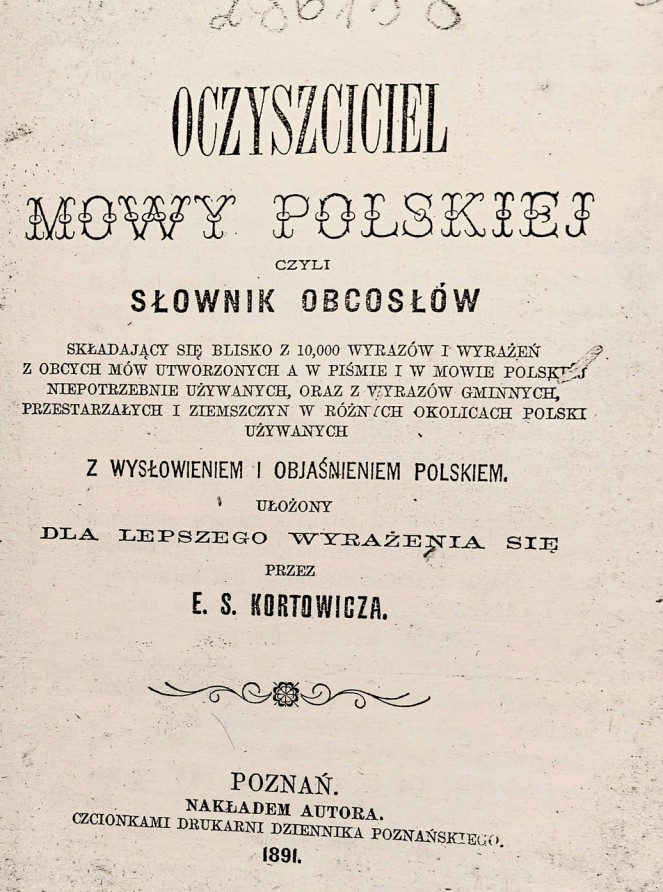
Słownik spolszczający E.S. Kortowicza (1891)

Słowniki spolszczające – polskie słowniki o charakterze purystycznym. Hasłami są wyrazy pochodzenia obcego, dla których proponowane są odpowiedniki (ekwiwalenty) rodzime.

## Pojęcie słowników spolszczających
Termin i pojęcie „słowniki spolszczające/słowniki spolszczeń” są używane głównie przez polskich germanistów – analogicznie do terminu „słowniki zniemczające“ („Verdeutschungswörterbücher”). Większość słowników wyrazów obcych (słowników zapożyczeń) dla języka polskiego nie ma charakteru purystycznego, nie jest ich celem zwalczanie wyrazów obcych. Przy hasłach podawane są więc informacje gramatyczne, etymologiczne, objaśnienie znaczenia. Tymczasem słowniki spolszczeń zwykle ograniczają się jedynie do podawania rodzimych wyrazów/wyrażeń (spolszczeń), które mają zastąpić i wyeliminować z użycia dany wyraz obcy. W Polsce aktywność purystyczna nie była tak intensywna jak w Niemczech, stąd też ukazało się zaledwie kilka prac leksykograficznych tego typu. W literaturze polonistycznej w odniesieniu do tego typu prac leksykograficznych mówi się zwykle o słownikach wyrazów obcych, nie rozróżniając niepurystycznych słowników objaśniających od słowników o charakterze purystycznym.

## Ogólne słowniki spolszczające
- Łukaszewski, Franciszek A. E. [Xawery] (1847): Słownik podręczny wyrazów obcych i rzadkich w języku polskim używanych. Królewiec: Borntreger.
- Kortowicz, E. S. (1891): Oczyszciciel mowy polskiej, czyli słownik obcosłów składający się blisko z 10 000 wyrazów i wyrażeń z obcych mów utworzonych, a w piśmie i w mowie polskiej niepotrzebnie używanych, oraz wyrazów gminnych, przestarzałych i ziemszczyzn w różnych okolicach Polski używanych z wysłowieniem i objaśnieniem polskiem. Poznań: nakładem autora.
- Niedźwiedzki, Władysław (1917): Wyrazy cudzoziemskie zbyteczne w polszczyźnie. Warszawa: Wydawnictwo M. Arcta.

O ile słowniki Łukaszewskiego (1847) i Niedźwiedzkiego (1917) są dobrze znane, o tyle słownik Kortowicza dopiero od niedawna jest przedmiotem badań językoznawców (np. prace autorów: Lipczuk, Sztandarska, Czesak, Leszczyński).
Przykłady spolszczeń (tłustą czcionką oznaczono hasło, zwykłą czcionką – spolszczenia):
- udane spolszczenia: felować – brakować, kundman – odbiorca, szalter – okno, okienko (Kortowicz); gient – ród, liwerant – dostawca,  spektator – widz (Niedźwiedzki).
- nieudane spolszczenia: fryzjer – włosostrojnik; poeta – wierszopis, wierszotwórca; szternwarta – gwiazdopatrznia (Kortowicz); gieografja – ziemioznawstwo, ziemiopisarstwo; rower – koło, kołowiec, kołopęd; skryptomanja – pisomanja (Niedźwiedzki).

## Specjalistyczne słowniki spolszczające
Oprócz ogólnych słowników powstało w okresie po zakończeniu I wojny światowej kilka słowników specjalistycznych, m.in.:
- Stadtmüller, Karol (1924): O zasady polskiej terminologji żeglarskiej, [w:] Język Polski 2, s. 33–41.
- Ślaski, Bolesław (1922): Słownik morsko-rybołówczy. Poznań: Nakładem Ministerstwa Rolnictwa i Dóbr Państwowych. Skład Główny: Księgarnia św. Wojciecha w Poznaniu.
- Ślaski, Bolesław (1931): Materjały do polskiego słownika prawniczego. Kępno: Czcionkami Drukarni Spółkowej.

## Inne prace o charakterze purystycznym
Cele purystyczne stawiały sobie również prace o charakterze mieszanym: składały się one z części teoretycznej poświęconej tematowi zapożyczeń w języku polskim i ze spisu wyrazów obcych z propozycjami spolszczeń. Mówi się w tym kontekście o poradnikach językowych, np.:
- Skobel, Fryderyk Kazimierz (1872/1874/1877): O skażeniu języka polskiego w dziennikach w Galicyi. Spostrzeżenia i uwagi Prof. Dra F.K. Skobla w Drukarni Akademickiej pod zarządem K. Mańkowskiego. Kraków[11].
- Passendorfer, Artur (1904): Błędy językowe, wyd. 2. Lwów.
- Brückner, Aleksander: Walka o język. Lwów 1917
- Kryński, Adam Antoni: Jak nie należy mówić i pisać po polsku. Warszawa 1921.
- Wróblewski, Jan Tadeusz  : 2000 błędów językowych, barbaryzmów, dziwolągów i nowotworów, ze wszystkich dzielnic Polski zebranych, wraz ze słowniczkiem, jako też wzorki stylu urzędowego. Warszawa 1926.

Aleksander Brückner za używanie zapożyczeń krytykował pisarzy. Jego zdaniem Żeromski, Sieroszewski, a również Kraszewski nadużywają rusycyzmów, Przybyszewski germanizmów, a u Kochanowskiego jest nadmiar czechizmów.  Jednak generalnie autorzy prac propagujących poprawne używanie języka polskiego nie byli radykalnymi purystami.

## Znaczenie słowników spolszczeń
Słowniki spolszczeń przyczyniły się w pewnym stopniu do usunięcia z polszczyzny niektórych wyrazów obcych, w tym wielu germanizmów. Inna sprawa, że sam termin „spolszczenie” jest kontrowersyjny, gdyż wyrazy obce należą do języka polskiego, są integralnym elementem polskiego słownictwa. Nie ma natomiast charakteru purystycznego Słownik spolszczeń i zapożyczeń z roku 2007 (autorzy: Mirosław Bańko, Lidia Drabik i Lidia Wiśniakowska, PWN). Jest to specyficzny słownik synonimów: do wyrazów (haseł) pochodzenia obcego podane są rodzime wyrazy o podobnym znaczeniu.